# Microbalanza de cristal de cuarzo

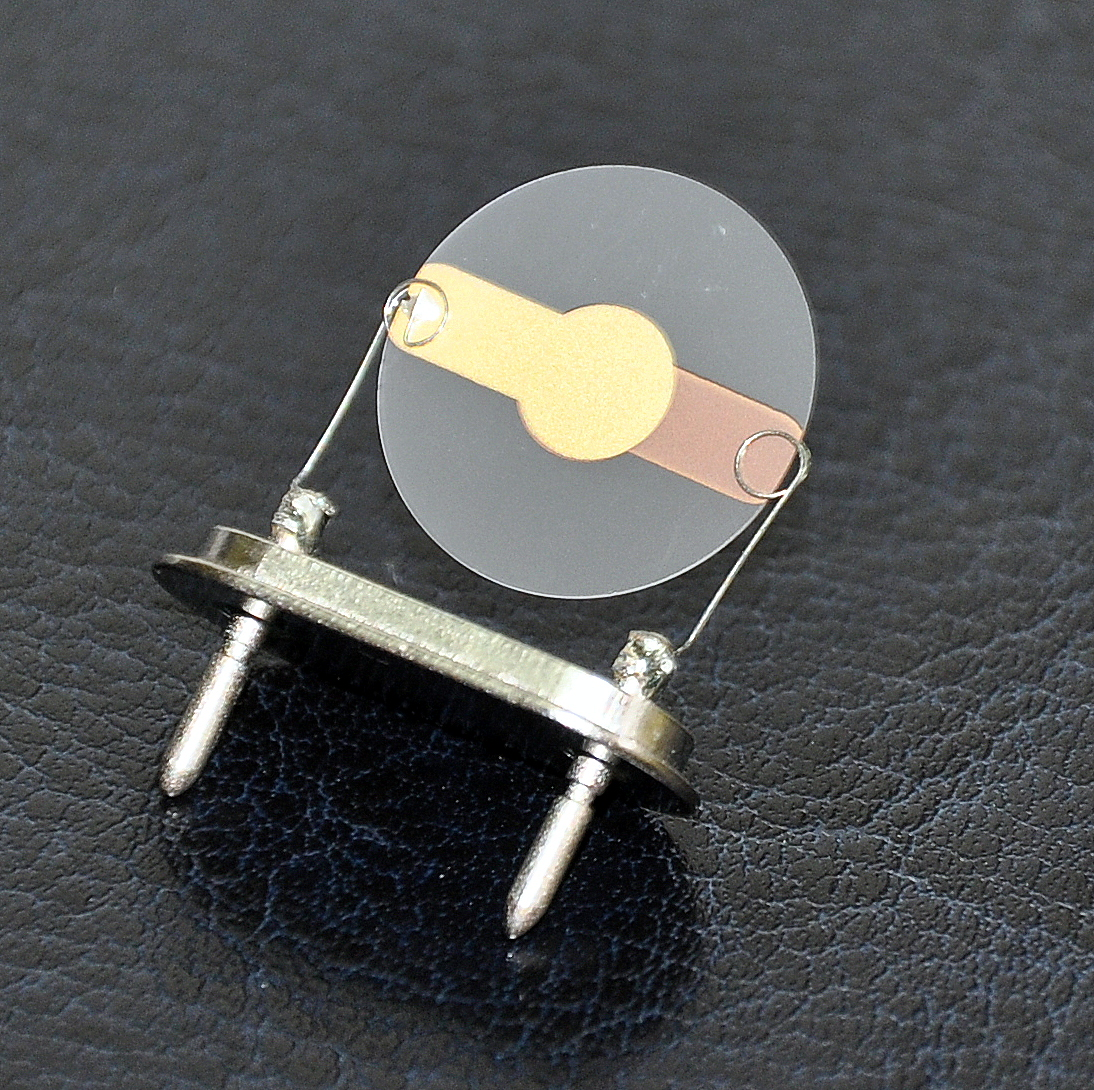
Cristal de cuarzo con electrodos de oro pulverizado. Se utiliza para calibrar una microbalanza de cuarzo.

Una microbalanza de cristal de cuarzo (QCM en inglés, también microbalanza piezoeléctrica) mide la masa mediante los cambios de frecuencia de un cristal de cuarzo piezoeléctrico al ser perturbado por la adición de una pequeña masa tal como un virus o cualquier otro objeto minúsculo que se pretenda medir. Puede funcionar en un entorno de vacío o en un líquido, haciéndola útil para determinar las propiedades de los polímeros y la adhesión de las proteínas. La medida de frecuencias se hace con gran precisión de forma sencilla, por tanto, es fácil medir masas pequeñas. La correlación entre la masa y la frecuencia se obtiene por medio de la ecuación de Sauerbrey. Además de medir la frecuencia, también se suele medir la disipación como ayuda al análisis. La disipación es una cantidad adimensional con relación inversa a la frecuencia de resonancia y a la constante de tiempo de decaimiento. Como tal, da una medida cualitativa de la disipación del sistema.
Un uso común de las básculas de cristal de cuarzo es la de monitor de grosor en la tecnología de película, principalmente en vacío. Aquí el sensor QCM se sitúa cerca de la muestra y se somete a la precipitación. La razón entre la cantidad de precipitación en la muestra y sobre el sensor se denomina tooling factor. Un método para determinar este factor es mover el sensor entre las posiciones de muestreo y de medida; la razón entre las tasas de precipitación en las dos posiciones nos da el tooling factor estimado. Otro método es usar una técnica de laboratorio tal como pruebas de raspado o interferencia de luz blanca para medir el grosor real precipitado sobre la muestra tras terminar el proceso; la razón entre este grosor y el medido por el sensor es el factor estimado. Entre otras técnicas para la medida de las propiedades de películas delgadas están la interferometría de polarización dual y la Resonancia de plasmón superficial.
Las microbalanzas de cristal de cuarzo pueden ser sometidas a a corrientes eléctricas de alta frecuencia para detectar interacciones moleculares en materiales, gases y líquidos tal como se ha desarrollado en la Universidad Politécnica de Valencia. Esta tecnología de detección se ha aplicado en diversos procesos de la industria alimentaria, para implantes dentales y en la salud, destacando los sensores para la detección de cáncer de diversos tipos, entre ellos el cáncer de colon.